# Tyson Smith
Tyson Smith (* 31. Juli 1987) ist ein kanadischer Biathlet.
Tyson Smith vom Foothills Nordic Ski Club startete 2006 in Presque Isle erstmals bei einer Junioren-Weltmeisterschaft. Beste Ergebnisse waren Platz 42 im Einzel und acht mit der Staffel. 2006 lief er zudem in mehreren Rennen des Junioren-Europacups. Die nächsten Einsätze auf der internationalen Bühne hatte er erst wieder bei der Junioren-WM 2008 in Ruhpolding, wo Platz 29 im Einzel bestes Resultat wurde. Im Sommer nahm er an den Nordamerikanischen Meisterschaften im Skiroller-Biathlon 2008 in Canmore teil. Im Einzel belegte Smith Platz neun, wurde Sechster im Sprint und Siebter in der Verfolgung. Es folgten in der Saison 2008/09 mehrere Einsätze im Biathlon-Europacup. Erster Höhepunkt im Herrenbereich wurde die Teilnahme an den (offenen) Biathlon-Europameisterschaften 2009 in Ufa. In Sibirien konnte der Kanadier 40. im Einzel, 41. im Sprint und 42. der Verfolgung werden.